# 絶望劇伴撰集
『絶望劇伴撰集』（ぜつぼうげきばんせんしゅう）は、テレビアニメ『さよなら絶望先生』のサウンドトラック。2007年10月24日にスターチャイルドから発売された。

## 概要
- テレビアニメ「さよなら絶望先生」のサウンドトラックの第1作。
- 初回特典として、特製エンドカード（画・西本英雄）が封入された。

## 収録曲
1. メインタイトル
2. 桃色係長
3. 糸色望
4. 春、満開の桜の下で
5. 桃色ガブリエル
6. 風浦可符香
7. ポジティブシンキング
8. ポロロッカ星の春
9. 暖かい陽射しの中で
10. 拝啓、絶望先生
11. 絶望戦隊
12. ヒジニモマケズ、ヒザニモマケズ
13. 絶望のカーニバル
14. 貧乏な日々
15. 宿命的日陰者
16. 大都会に絶望した!
17. 罵詈雑言
18. スキミングの恐怖
19. 夜露にまぎれて五寸釘
20. 百目蝋燭と形代人形
21. ストーカー数珠つなぎ
22. メルメル、メルメル
23. ウッタエルワヨ!
24. 絶望のダブミックス
25. 虎の檻の中で
26. 絶望のエピタフ
27. ストーカーブギ
28. 尻尾収集のタンゴ
29. 窓辺の少女
30. 望郷のギター
31. 帰国少女
32. 人として軸がぶれている（テレビサイズ）
33. 絶世美人（テレビサイズ）
34. 強引niマイyeah〜（テレビサイズ）